# Alain Badiou
Pour les articles homonymes, voir Badiou.
Alain Badiou, né le 17 janvier 1937 à Rabat (Maroc), est un philosophe, romancier et dramaturge français d'inspiration marxiste.
Professeur émérite à l'École normale supérieure, il est cofondateur du Centre international d’étude de la philosophie française contemporaine. Il a publié plus d'une centaine de livres traduits à travers le monde (dont L'Être et l'Événement) et collaboré avec de nombreuses personnalités des milieux artistiques et philosophiques.
Il est connu pour ses prises de paroles : jusqu'en 1980, pour sa défense de l'idéologie et des régimes communistes et maoïstes, via ses responsabilités au sein de l'Union des communistes de France marxiste-léniniste ; puis pour ses prises de position en faveur des étrangers en situation irrégulière.

## Biographie

### Jeunesse
Alain Badiou naît en 1937, à Rabat, au Maroc. Son père, Raymond Badiou, ancien élève de l’École normale supérieure, agrégé de mathématiques, résistant et membre de la SFIO, fut enseignant en classes préparatoires au lycée Pierre-de-Fermat de Toulouse, en France, puis maire de Toulouse de 1944 à 1958, avant de démissionner et de rejoindre le Parti socialiste unifié (PSU), à la création duquel il participa, après le ralliement de son parti d'origine au général de Gaulle.
Sa mère est également normalienne. Agrégée de lettres, elle enseigne dans le secondaire.
Alain Badiou est successivement élève au lycée Bellevue, puis au lycée Pierre-de-Fermat de Toulouse. En 1956, après des études en khâgne au lycée parisien Louis-le-Grand, il entre à l'École normale supérieure.

### Carrière
Ancien élève de l’École normale supérieure (promotion 1956 en lettres) et major de l’agrégation de philosophie (1960), Alain Badiou enseigne d'abord en lycée, puis à la faculté des lettres de Reims (collège littéraire universitaire).
Militant à la SFIO puis au Parti socialiste unifié (PSU), dirigé alors par Michel Rocard, il participe, avec Emmanuel Terray, à un groupe de réflexion se réclamant du marxisme-léninisme et dénonçant ce qu'il appelle « l'opportunisme de droite » de divers courants au sein du parti. Il rejoint à Normale le « groupe Spinoza », constitué en 1967 par Louis Althusser, puis prend part, en 1969, à la création de l’Union des communistes de France marxiste-léniniste (UCFml), groupe maoïste dont il est un des principaux dirigeants jusqu'au début des années 1980.
Dès sa création, il intègre l’équipe du Centre universitaire expérimental de Vincennes (1968-1969). Il contribue au développement de cette université (désormais Paris-VIII, déplacée de Vincennes à Saint-Denis) durant une trentaine d'années. À Vincennes, Gilles Deleuze raille son concept philosophique décrit comme « bolchévisme » par ses adversaires[Lesquels ?], tandis que Badiou reste plutôt du côté de Jacques Lacan, accusé par Deleuze et Jean-François Lyotard de stalinisme. De son côté, en 1977, Badiou accuse Deleuze et Félix Guattari d'être des « idéologues préfascistes », dans La Situation actuelle sur le front de la philosophie (1977)[réf. à confirmer]. Badiou et Deleuze entretinrent plus tard une importante correspondance philosophique qui ne fut pas publiée sur demande expresse de Deleuze, et qui donna naissance à un essai de Badiou sur ce dernier. Dans son livre, Pourparlers, Deleuze évoque l'apport de la pensée de Badiou dans la philosophie contemporaine et son effort de repenser le lien entre individu et universalité.
Promu en 1999, professeur à l'université de Vincennes, il devient la même année professeur à l'École normale supérieure de la rue d'Ulm, puis, en 2005, professeur émérite dans cette institution,. Il a également été directeur de programme au Collège international de philosophie.
Très influencé par Louis Althusser dans ses premiers travaux épistémologiques, il fait appel à la logique mathématique, seule capable, selon lui, de déployer l'ontologie.
Outre son activité de philosophe, Badiou est romancier et dramaturge, ce qui l'amène[Quand ?] à travailler avec des metteurs en scène comme Antoine Vitez ou Christian Schiaretti,. Parallèlement, il effectue un travail d'éditeur auquel l'a initié son ami François Wahl : il a longtemps codirigé avec Barbara Cassin la collection « L’ordre philosophique » aux éditions du Seuil. Après avoir quitté le Seuil à la suite d'un conflit de politique éditoriale, Cassin et Badiou poursuivent leur collection philosophique, désormais intitulée « Ouvertures », chez Fayard, où il publie en 2016 un court essai sur les attentats du 13 novembre 2015, Notre mal vient de plus loin.
Parmi ses autres responsabilités, Badiou anime « Les Conférences du perroquet » et participe, en tant que membre perpétuel, à l'Académie de philosophie du Brésil.
Fin 2013, le metteur en scène Grégoire Ingold adapte La République de Platon pour la scène, au théâtre Nanterre-Amandiers. Lors du Festival d'Avignon 2015, son directeur, Olivier Py, propose dans la programmation La République de Platon d'Alain Badiou, mise en scène par Valérie Dréville, Didier Galas et Grégoire Ingold. Avec l'École régionale d'acteurs de Cannes et des citoyens. Il s'agit de lectures quotidiennes qui ont lieu dans les jardins de la médiathèque Ceccano et qui compte comme un succès populaire et singulier de ce 69e festival. Il est arrivé à Badiou de jouer comme acteur dans ses pièces[Lesquelles ?][réf. nécessaire].
Alain Badiou est le père adoptif d'un garçon noir. Lors des émeutes de 2005 dans les banlieues françaises, il a publié un texte dans le journal Le Monde pour dénoncer les nombreux contrôles policiers et arrestations dont son fils, alors âgé de 16 ans, fait l'objet sans qu'il soit coupable de quoi que ce soit, simplement à cause de la couleur de sa peau. En 2020, il lui consacre un livre,Tombeau d'Olivier, à la suite de sa mort dans un accident de montagne.
Alain Badiou participe à de nombreux colloques et débats. Il intervient également dans des collèges, lycées et universités notamment après la publication de son livre La Vraie Vie comme au lycée Henri-IV ou à l'École nationale des beaux-arts. Pour ce livre, il accorde un double entretien à Mouloud Achour pour l'émission Clique.
Depuis le début de l'année 2015 et en collaboration avec la journaliste Aude Lancelin — collaboratrice régulière du philosophe —, Alain Badiou coanime sur le média en ligne Médiapart une émission mensuelle d'une heure sous forme d'un débat à trois entre Lancelin, Badiou et un invité convié suivant l'actualité sociale, intellectuelle, éditoriale, etc. Se sont succédé des figures aussi différentes que Jacques Rancière, Michel Onfray, Aurélien Bernier ou encore le responsable du mouvement politique espagnol Podemos Jorge Lago.

### Philosophie

#### Art et inesthétique
Dans la préface de son recueil Que pense le poème ? (2016), Badiou situe la philosophie, discours qu'il qualifie de « bâtard », entre l'idéal du formalisme intégral des mathématiques et l'incantation poétique. Ainsi, « lire et commenter les poètes […] est un exercice de vigilance, de garantie » pour mettre à l'épreuve son ontologie mathématique.
Dans l'article intitulé « Que pense le poème ? », Badiou définit le poème comme « une chose de langue, qu'on rencontre à chaque fois comme un événement », donc qui ne peut être rabattu sur aucune préoccupation utilitaire ou médiatique. Le poème moderne est habité d'un silence central dont la visée est d'affirmer l'être et non de posséder ou de construire une connaissance. Ses principaux opérateurs sont la soustraction (Mallarmé) et la dissémination (Rimbaud). Badiou interprète alors le procès de Platon contre la poésie comme la réaction face au fait que le poème ruine la discursivité (dianoia en grec) propre au discours philosophique.

#### Ontologie et mathématiques
Dans ses travaux de philosophie, comme L’Être et l’Événement (1988) , suivi en 2006 de Logiques des mondes, L’Être et l’Événement 2 , Alain Badiou soutient la thèse que l'ontologie (théorie de l'être) est identique aux mathématiques et, plus spécifiquement, à la théorie des ensembles, et que la phénoménologie (étude des degrés de l'apparaître  et de l'événement) est indistinguable de la logique, qu'il associe à la théorie des topos. Une des thèses qui émergent de ces textes est que, du point de vue de l'être, rien n'appartient à soi (conséquence supposée de l'axiome de fondation) et que l'événement n'est possible que s'il y a précisément une telle autoappartenance. En conséquence, l'événement n'est pas. On doit également mentionner son concept de « matérialisme démocratique » (il n'y a que des corps et des langages), opposé à celui de « dialectique matérialiste » (il n'y a que des corps et des langages, sinon qu'il y a des vérités), son appréhension de l'être, comme multiple et non comme un, sa théorie lacanienne du sujet, son exploitation du forcing de Paul Cohen dans une conception de la vérité, les quatre ancrages de sa théorie : l'amour, l'art, la politique et la science.
Ces deux textes élaborent un système métaphysique de type à la fois traditionnel, par son caractère englobant et synthétique, et nouveau, par son intégration de théories mathématiques contemporaines, comme les constructibles de Gödel, le « forcing » de Cohen, la logique interne des topos, etc. Il participe ainsi au renouveau de la métaphysique, auquel on assiste, par ailleurs, dans le monde de la philosophie analytique.
Ces tentatives d'intégration de théories mathématiques ont été dénoncées comme relevant soit de l'imposture intellectuelle, soit de l'incompétence, tant par des philosophes,, que des mathématiciens,,.

#### Vérité
« Les vérités ne sont pas d'ordre philosophique. Les vérités existent dans des champs qui sont non philosophiques. Il y a des vérités scientifiques, [.] artistiques, amoureuses, politiques ». « Le propre de la philosophie c'est de faire concept, dans les conditions "époquales" qui sont les siennes, de ce que c'est qu'une vérité. [Pour faire philosophie, il s'agit de] rassembler le système général des vérités d'une époque de telle sorte que l'on puisse proposer un concept de la vérité à peu près adéquat à ces expériences ». « La philosophie ne pourrait pas exister s'il n'y avait pas de sciences, d'arts, etc. alors que la science et les arts peuvent exister sans la philosophie ».

### Vie privée
En plus d'Olivier, il est également le père de deux garçons, Simon et André, et d'une fille, Claude Ariane.

## Engagement politique
Militant politique, Badiou a été l’un des dirigeants du maoïsme français (militant à l'Union des communistes de France marxiste-léniniste), comme d'autres normaliens célèbres (Benny Lévy, Guy Lardreau, le linguiste Jean-Claude Milner, les lacaniens Jacques-Alain et Gérard Miller, qui, eux, militaient à la Gauche prolétarienne, etc.). En dépit des millions de morts provoqués par le régime,, il ne renie ensuite rien, ou presque, de cet héritage et considère que les conséquences humaines du goulag et de la révolution culturelle ne doivent pas conduire, concernant le communisme, à « jeter le bébé avec l'eau du bain ». Il affirme aussi qu'« aujourd'hui, la démocratie n'est rien d'autre qu'un outil de propagande du capitalisme ».
Revenant sur ces années d'engagement politique au sein de l'UCFML, le philosophe et écrivain Bernard Sichère, qui fut l'un de ses membres, la décrit comme « une organisation sectaire », note la discipline (le « style militaire ») qu'y faisait alors régner Badiou convaincu, selon lui, de détenir seul la vérité. Il critique sévèrement « un homme qui aime dominer les autres », « son incapacité à la moindre mise en cause de sa personne et de sa pensée » et ironise sur la radicalité de son discours qui serait celle d'un « révolutionnaire en chambre ».
En janvier 1979, au moment de la guerre entre le Cambodge et le Viêt Nam, et alors que le monde entier découvre l'ampleur des crimes de Pol Pot et de ses Khmers rouges, il proteste dans une tribune publiée dans Le Monde contre l'« invasion du Cambodge par cent vingt mille Vietnamiens » et prend la défense de Pol Pot et des Khmers rouges. Cette tribune intitulée « Kampuchea vaincra ! »,, dans laquelle Badiou emploie l'expression « solution finale » et avance que « la simple volonté de compter sur ses propres forces et de n'être vassalisé par personne éclaire bien des aspects, y compris en ce qui concerne la mise à l'ordre du jour de la terreur », est par la suite fortement critiquée[Par qui ?] et présentée comme un exemple de l'aveuglement des intellectuels vis-à-vis des massacres perpétrés par certains régimes communistes. Interrogé en 2012, Badiou déclare regretter cet article.
Depuis 1985, il assure le secrétariat de l'Organisation politique avec Sylvain Lazarus et Natacha Michel. Ils y défendent la cause des ouvriers étrangers en situation irrégulière dans les foyers.
Ce militantisme s'inscrit dans sa philosophie, ce qu'indiquent plusieurs de ses ouvrages récents : L’Éthique, la série des Circonstances (I, II, III, IV et V), qui parlent du terrorisme ou de l'élection présidentielle française de 2002, Le Siècle et, comme suite de L’Être et l’Événement, Logiques des mondes (2006).
Badiou est un critique de la philosophie postmoderne ou encore de la démocratie parlementaire, au nom d'une démocratie rendue à « son sens originaire : l'existence des peuples, conçue comme pouvoir sur eux-mêmes »[réf. souhaitée]. Il défend le communisme en tant qu'idée clivant la politique de ce qu'elle n'est pas contre les désastres des communismes dogmatiques. Il considère en 2008 que « le mot "communisme" [...] » a été « avili et prostitué ».
Par la suite, il continue de revendiquer l'héritage de Mao et de l'activisme révolutionnaire. En 2009, il justifie encore la politique de la terreur comme « une condition de la liberté ». En 2016, le quotidien Le Monde le présente encore comme une « icône de la gauche radicale ». En 2014, l’éditorialiste de gauche Laurent Joffrin, commentant la lecture du dernier livre en date de Badiou, considère qu’alors qu’« on pouvait penser qu’Alain Badiou était une sorte de dinosaure maoïste égaré dans notre époque. Une fois sa lecture achevée, on en est sûr. ».

## Renommée et critiques
Dans son livre L'Esprit du nihilisme, l'écrivain et philosophe Mehdi Belhaj Kacem voit en Badiou l'une des figures les plus importantes de l'histoire de la philosophie : « De même que nous avons commencé par dire que Derrida n’était qu’une parenthèse, géniale, mais une parenthèse, entre Heidegger et Badiou ; de même que nous avons osé affirmer que Heidegger n’était qu’une parenthèse, cruciale, mais une parenthèse, entre Badiou et Hegel ; nous pouvons maintenant aller jusqu’à la témérité d’affirmer que Hegel n’est qu’une parenthèse, grandiose, mais une parenthèse, entre Kant et Badiou. ».
Ses livres Le Siècle et De quoi Sarkozy est-il le nom ? (2007) ont connu un important succès de librairie.
L’engagement affirmé d'Alain Badiou à l’extrême gauche a suscité plusieurs polémiques, certains[Qui ?] de ses critiques le qualifiant de « gourou gauchiste ». La philosophe Myriam Revault d'Allonnes l’accuse ainsi d'avoir « la haine de la démocratie ». Le sinologue Simon Leys lui reprochait son « ignorance forcenée de la réalité historique » dans son appréciation du maoïsme et du polpotisme[réf. nécessaire].

### Anti-sarkozysme
Pierre Assouline a par ailleurs critiqué le ton de ses attaques contre Nicolas Sarkozy — qualifié par Alain Badiou d’« homme aux rats » dans l’essai Circonstances 4. De quoi Sarkozy est-il le nom ? —, considérant qu’un « Rubicon » était franchi dans l'« avilissement ».
Une seconde critique à ce sujet vient d'Éric Marty dans son livre Une querelle avec Alain Badiou, philosophe paru en 2007 aux éditions Gallimard. Cependant, Éric Marty se défend d'avoir jamais taxé Alain Badiou d'antisémitisme.
Les critiques, reprises plus tard par Bernard-Henri Lévy, ont amené Alain Badiou à réagir dans un article intitulé « Tout antisarkozyste est-il un chien ? ». Alain Badiou a rappelé à cet égard que d’autres auteurs avant lui, à commencer par Jean-Paul Sartre, n’avaient pas hésité à recourir à la métaphore animale ou même à l’invective politique. Pour Jean-Paul Sartre, tout anticommuniste était « un chien », phrase violente dont Badiou décortique le « sens philosophique » dans le dernier chapitre de Circonstances 4. Pierre Assouline a réagi à la riposte de Badiou, en reprochant au philosophe de dénoncer, « dans un même élan poussif vers un inaccessible humour mâtiné de dérision, toute critique de son livre comme le porte-flingue de commanditaires invisibles ».
Adam Garuet, dans la revue Agone, rappelle que l'image de l'« homme aux rats » est une « référence spécieuse à Freud, pour expliquer que [Nicolas Sarkozy] a gagné la présidentielle en mobilisant l'électorat sur la thématique de la peur » et perçoit chez Alain Badiou une posture qu'il qualifie de « radicale-chic », ses propos relevant d'un « élitisme prétentieux » qui est « au principe de l'attirance des lecteurs à qui s'adresse d'ordinaire ce genre de produit ». Pour expliquer l'écho médiatique qu'il a rencontré, Adam Garuet estime que « l'hermétisme et les références soignées fonctionnent à la manière d'un code pour initiés, dans lequel l'ensemble des producteurs intellectuels (écrivains, journalistes, cadres, etc.) aiment se reconnaître » et estime qu'Alain Badiou tient un propos « à ce point abstrait qu'il ne saurait constituer une véritable gêne pour le pouvoir » comme lorsqu'il a dénoncé dans les colonnes du Monde le « capitalo-parlementarisme ». Adam Garuet se demande si ce texte aurait été publié « si son auteur avait nommé des actionnaires du Monde comme Lagardère ou le quotidien lui-même ».

### Accusations d'antisémitisme
Alain Badiou a été accusé à plusieurs reprises d'antisémitisme.
Jean-Claude Milner, à la suite de la publication de l'essai d'Alain Badiou Circonstances 3. Portées du mot « juif », l’a accusé d'antisémitisme. C'est Benny Lévy qui formula le premier et textuellement l'accusation d'antisémitisme à son sujet - et même ce qu'il voyait comme « le noyau du nouvel antisémitisme », par exemple en écrivant ceci : « il y a des fils de Sartre qui sont, si j'ose dire, aussi authentiquement fils que moi, et qui sont les nouveaux antisémites d'aujourd'hui. le noyau du nouvel antisémitisme c'est un Monsieur qui s’appelle Alain Badiou. »[réf. à confirmer]
Dans la réédition de son essai De l'antisémitisme, parue en avril 2006, Stéphane Zagdanski consacre en post-scriptum des pages très critiques à Alain Badiou sous le pseudonyme d'« Aloysius Baudruche », dont il raille les présupposés philosophiques autant que les thèses portant sur « le nom juif »: « Baudruche conçoit les juifs selon les critères occidentaux les plus déjudaïsés. De ce point de vue il est aussi inepte et aveugle que Sartre qui professait que le juif est une invention de l’antisémite. »[réf. à confirmer] Plus récemment, c'est le philosophe Ivan Segré qui discute pied à pied les thèses de Badiou sur le colonialisme de l'État d'Israël.
Dans un droit de réponse paru dans Libération, il revient sur les accusations d'antisémitisme portées notamment par Bensussan. Il écrit ainsi : « Monsieur Bensussan dit [...] que j’ai écrit que « le nom juif est une création politique nazie ». J’en appelle donc à la simple lecture du texte. J’ai écrit : « Avant Hitler il y avait des juifs, individus et peuple, mais Hitler a fait de Juif un signifiant idéologique et étatique justifiant l’extermination. » Monsieur Bensussan conteste-t-il ce point ? Il semble que oui, puisqu’il s’élève contre l’idée d’une « invention hitlérienne au service de l’extermination », semblant considérer que l’hitlérisme n’était rien de nouveau sous le soleil. J’ai dit ensuite que ce signifiant de Juif — avec une majuscule —, mis en avant comme devant être l’alpha et l’oméga de l’explication des événements de la dernière guerre mondiale, associé à l’invention de la notion de crime contre l’humanité, avait servi d’écran et d’intimidation empêchant l’examen historique détaillé de ce qui s’était réellement passé alors ».

### Canular académique
En mars 2016, sous le nom de plume « Benedetta Tripodi », les philosophes Anouk Barberousse et Philippe Huneman ont été les auteurs d'un canular visant Alain Badiou, paru dans le numéro 4 de la revue Badiou Studies,, dont le thème était « Towards a Badiouian Feminism ». Ils y avaient publié un article dont le titre était « Ontology, Neutrality and the Strive for (non)Being-Queer ». Ils ont par la suite signé, avec le physicien Alan Sokal et les sociologues Manuel Quinon et Arnaud Saint-Martin, une tribune dans le quotidien Libération, intitulée : « Canulars académiques, les “maîtres à penser” démasqués », expliquant comment ils avaient réussi à faire publier « 23 pages dénuées de sens, des variations sur le lexique et les thèmes du philosophe français Alain Badiou. Et cela a suffi à convaincre le comité éditorial… dont Badiou fait partie ». Alain Badiou ne joue cependant aucun rôle dans la publication des textes sur ce site et le fait qu'il soit membre du comité éditorial ne signifie pas qu'il ait lu le texte[réf. nécessaire].

### Rapport avec Guy Debord
Dans une lettre envoyée à Jean-François Martos le 16 mai 1982, Guy Debord : « Sans toi, je n’aurais sûrement pas connu les ultimes audaces du maoïste Badiou. Et quel dommage s’il n’avait pas été ramassé avec les autres déchets critiques, que je me propose de concasser ! C’est, me semble-t-il, le pire de tous. ». Debord partage avec Martos une même détestation du maoïsme qu'il exècre autant que le stalinisme du Parti communiste. La lettre de Debord est d'ailleurs une réponse à une missive antérieure de Martos où celui-ci jugeait ainsi le philosophe : « Ce Badiou est en réalité un maoïste (il était encore récemment le leader du « groupe pour la reconstruction du parti communiste marxiste-léniniste de France ») échappé du zoo intellectuel de Vincennes [...]. Et quand, dans son auto-présentation de la Théorie du sujet, il montre le bout de l’oreille, c’est donc pour nous apprendre que Staline, le « cinquième grand marxiste », est « à l’index » car les quatre premiers, y compris Mao, sont d’un « usage si permanent que leur numérotation serait incongrue » ! ». Alors que Badiou, même s'il ne trouve pas réellement d’utilité à la pensée de Debord dans la construction de son système — seules les œuvres cinématographiques semblent trouver grâce aux yeux du philosophe —, a écrit un court texte à propos du film In girum imus nocte et consumimur igni, le tout, rattaché à un hommage appuyé à ce penseur.

### L'article de 1979 sur les Khmers rouges
À propos d'une citation d'Alain Badiou ; « S’agissant de figures comme Robespierre, Saint-Just, Babeuf, Blanqui, Bakounine, Karl Marx, Engels, Lénine, Trotski, Rosa Luxemburg, Staline, Mao Tsé-toung, Chou En-lai, Tito, Enver Hoxha, Che Guevara et quelques autres, il est capital de ne rien céder au contexte de criminalisation et d’anecdotes ébouriffantes dans lesquelles depuis toujours la réaction tente de les enclore et de les annuler », Simon Leys rappelle le proverbe chinois « Ne prenez jamais la bêtise trop au sérieux » tout en regrettant l'absence de Pol Pot de ce panthéon.
De la même manière que Simon Leys, et parmi d'autres encore, le cinéaste cambodgien Rithy Panh stigmatise lui aussi dans l'ouvrage co-écrit avec Christophe Bataille intitulé L’Élimination (Grasset, 2011) l’enthousiasme et la position publique défendue par Badiou au début de la prise de pouvoir des Khmers rouges, où il voyait une politique d'émancipation incorporée au mouvement révolutionnaire mondial qui signe la séquences des années 1960/70. Selon lui, on avait affaire à une révolution communiste locale donc, mais liée d'une manière internationaliste à toutes les expériences de l'époque et vis-à-vis de laquelle les Occidentaux ne devaient pas intervenir, notamment en adoptant cette posture idéologique et guerrière particulière qui consiste, sous couvert de défense policière de la paix et de la démocratie, à une implantation coloniale (ou post-coloniale) et à une défense violente d'intérêts politico-économiques, voire impérialistes. Ainsi, comme preuve, Rithy Panh cite la tribune publiée par Alain Badiou en janvier 1979 dans le quotidien Le Monde : « Kampuchea vaincra ! », tout en écrivant : « Je relis ces phrases. Les mots glissent et s'échappent. Je ne comprends pas » (p. 290) [réf. nécessaire].
Après un nouveau rappel de cette affaire, le romancier-journaliste Christophe Ono-dit-Biot questionne à nouveau le philosophe au cours de l'émission de télévision culturelle Avant-premières (France 2) du vendredi 9 mars 2012. Alain Badiou y affirme qu'il regrette les propos défendus à l'époque, injustifiés a posteriori, mais logiques au vu de sa propre pensée politique (pratique-théorique) qui est subjective et immédiate et non extérieure, objective et dans l'après-coup ; positionnement risqué et amenant de possibles erreurs, toutefois, desquelles il est possible de faire le bilan afin de ne pas les répéter et, surtout, dans le but de poursuivre le combat politique émancipateur et la réinvention de ce qu'il nomme « idée du communisme ».
Après l'avoir encensé en 2009, Mehdi Belhaj Kacem opère dans son ouvrage paru en avril 2011, Après Badiou, une virulente critique de la pensée de Badiou. Belhaj Kacem reconnaît la construction métaphysique de Badiou mais critique une pensée qui serait formelle au point de faire violence au monde et au vivant (peu de considérations pour les atrocités communistes, l’écologie, le sort des animaux), rejetant les idées politiques et conceptions morales qu'il juge archaïques.

## Œuvre

### Filmographie
- décembre 1969 : Bulletin de le Radio-télévision n°76, produit par Dina Dreyfus, avec Georges Canguilhem, Jean Hyppolite, Michel Foucault, Pierre Bourdieu, Jean Laplanche et Georges Mounin[85]

### L'Être et l'Événement
1. L'Être et l'Événement, Paris, Seuil (coll. « L'ordre philosophique »), 1988
2. Logiques des mondes. L'Être et l'Événement, 2, Paris, Seuil (coll. « L'ordre philosophique »), 2006
3. L'Immanence des vérités. L'Être et l'Événement, 3, Paris, Fayard, 2018  (ISBN 978-2213710112)

### Ouvrages introductifs
- Conditions, préface de F. Wahl, Paris, éd. Seuil (coll. « L'ordre philosophique »), 1992
- La Philosophie et l'Événement, entretiens avec Fabien Tarby, éd. Germina, 2010
- Entretiens 1, série d'entretiens 1981-1996, Éditions NOUS, 2011  (ISBN 978-2-913549-66-1)
- Alain Badiou par Alain Badiou, Paris, Presses Universitaires de France, coll. « Perspectives critiques », 2021

### Mathématiques, logique, ontologie
- Le Concept de modèle, Paris, Éditions Maspero, 1969 (réédition augmentée d'une préface : Le Concept de modèle. Introduction à une épistémologie matérialiste des mathématiques, Paris, éd. Fayard (coll. « Ouvertures »), 2007)
  - (PDF) Traduction anglaise The Concept of Model et The Concept of Model Forty Years Later, interview de Badiou en 2007 (edited and translated by Zachary Fraser and Tzuchien Tho, re.press (series Transmission), 2007)
- Manifeste pour la philosophie, Paris, Seuil (coll. « L'ordre philosophique »), 1989
- Le Nombre et les Nombres, Paris, Seuil (coll. des Travaux), 1990
- Théorie axiomatique du sujet, 1996-1997 (contribution pour l'ouvrage Utopia 3 La question de l’art au 3e millénaire, sous la direction de Ciro Giordano Bruni, Paris, éd. Germs, 2002)
- Deleuze. La clameur de l'Être, Paris, Hachette, 1997
- Court traité d’ontologie transitoire, Paris, Seuil (coll. « L'ordre philosophique »), 1998
- Second manifeste pour la philosophie, Paris, Fayard (coll. « Ouvertures »), 2009 (réédition poche Flammarion Champs, 2010)
- L'Antiphilosophie de Wittgenstein, Éditions NOUS, 2009  (ISBN 978-2-913549-05-0)[86]
- Le Fini et l'Infini, Paris, Bayard, Les Petites Conférences, 2010
- (en) Mathematics of the Transcendental, Bloomsbury publishing, 2014 (translator: A.J Bartlett, Alex Ling) (inédit en français)
- Éloge des mathématiques, avec Gilles Haéri, Paris, Flammarion (Café Voltaire), 16 septembre 2015  (ISBN 9782081352452).

### Politique
- Brouillon d'un commencement, avec Marie-Claire Boons, Max Loreau, Pierre Verstraeten, Bruxelles, Textures, 1968
- Contribution au problème de la construction d'un parti marxiste-léniniste de type nouveau, avec H. Jancovici, D. Menetrey, E. Terray, Paris, François Maspero, 1970 (texte de la motion de censure au congrès de Dijon du PSU défendu par ce groupe, et qui sera suivi d'une scission après le rejet de celle-ci par les membres du parti, puis, pour par la suite, à la création de l'UCFml avec N. Michel et S. Lazarus)
- Théorie de la contradiction, Paris, François Maspero (coll. Yenan série "Synthèse"), 1975. [PDF] Théorie de la contradiction (1975)
- De l'idéologie (en collaboration avec F. Balmès), Paris, François Maspero (coll. Yenan série "Synthèse"), 1976. [PDF] De l’idéologie (1976)
- Le Mouvement ouvrier français contre le syndicalisme, Marseille, Potemkine, 1976
- Le Noyau rationnel de la dialectique hégélienne (en collaboration avec L. Mossot et J. Bellassen), éd. François Maspero (coll. Yenan série "Synthèse"), 1977
- La contestation dans le P.C.F, Marseille, Potemkine, 1978
- Théorie du sujet, Paris, Seuil (coll. « L'ordre philosophique »), 1982
- Peut-on penser la politique ?, Paris, Seuil (coll. « L'ordre philosophique », 1985
- Est-il exact que toute pensée émet un coup de dés ?, Paris, Les Conférences du perroquet n°5, Éditions Le Perroquet, janvier 1986 (fascicule de 23 p.)
- Une soirée philosophique, avec A. Vitez, F. Wahl, C. Jambet, J-C. Milner et F. Regnault, Paris, éd Potemkine/Le Seuil, 1988 (reprise des interventions faites au cours de la soirée philosophique publique organisée au Théâtre National de Chaillot le lundi 1er février 1988 à l'occasion de la récente sortie de l'opus magnum d'Alain Badiou L'Être et l’Évènement)
- D'un désastre obscur, Éditions de l’Aube, 1991 (réédition avec nouvelle préface aux mêmes éditions en 2013)
- Monde contemporain et désir de philosophie, Reims, Cahier de Noria : 1, 1992 (édition d'une intervention au Rendez-Vous du 14 février 1992 au bar de la Comédie de Reims - fascicule de 33 p.)
- Casser en deux l'histoire du monde ?, Paris, Les conférences du perroquet n°37, Éditions Le Perroquet, 1992 (fascicule de 25 p.)
- L'éthique, essai sur la conscience du mal, Paris, Hatier, 1993 (réédition NOUS, Caen, 2003)  (ISBN 978-2-913549-28-9)
- Saint Paul. La fondation de l'universalisme, Paris, PUF (coll. « Collège international de philosophie »), 1997 (réédition PUF Quadrige, 2015)
- Abrégé de métapolitique, Paris, Seuil (coll. « L'ordre philosophique »), 1998
- Le Siècle, Paris, Seuil (coll. « L'ordre philosophique »), 2005
- Petit panthéon portatif, Paris, La Fabrique, 2008. (Extrait en ligne)
- (en) Philosophy in the Present (with Slavoj Zizek), Polity, 2009 (inédit en français)
- Démocratie, dans quel état ?, avec Giorgio Agamben, Daniel Bensaïd, Wendy Brown, Jean-Luc Nancy, Jacques Rancière, Kristin Ross et Slavoj Žižek, Paris, La Fabrique, 2009 (contribution: L'emblème démocratique)
- L'Idée du communisme vol. 1 (Conférence de Londres, 2009), (Alain Badiou et Slavoj Žižek, dir.), avec Judith Balso, Bruno Bosteels, Susan Buck-Morss, Terry Eagleton, Peter Hallward, Michael Hardt, Minqi Li, Jean-Luc Nancy, Toni Negri, Jacques Rancière, Alessandro Russo, Roberto Toscano, Gianni Vattimo, Wang Hui, Slavoj Žižek, Éditions Lignes, 2010 (contribution: L'Idée du communisme)
- L'Explication, conversation avec Aude Lancelin, avec Alain Finkielkraut, Éditions Lignes, 2010
- Regards sur la crise. Réflexions pour comprendre la crise... et en sortir, ouvrage collectif dirigé par Antoine Mercier et avec Miguel Benasayag, Rémi Brague, Dany-Robert Dufour, Alain Finkielkraut, Élisabeth de Fontenay…, Paris, Hermann, 2010 (contribution: L'Événement Crise)
- Heidegger. Le nazisme, les femmes, la philosophie, avec Barbara Cassin, Paris, Fayard (coll. « Ouvertures »), 2010
- L'Antisémitisme partout. Aujourd'hui en France, avec Eric Hazan, Paris, La Fabrique, 2011  (ISBN 978-2-35872-018-2)
- L'Idée du communisme, vol. 2 (Conférence de Berlin, 2010), (Alain Badiou et Slavoj Žižek, dir.), avec Glyn Daly, Saroj Giri, Gernot Kamecke, Janne Kurki, Artemy Magun, Kuba Majmurek, Kuba Mikurda, Toni Negri, Frank Ruda, Bülent Somay, Janek Sowa, G. M. Tamás, Henning Teschke, Jan Völker, Cécile Winter, Slavoj Žižek, Éditions Lignes, 2011 (contribution : Le socialisme est-il le réel dont le communisme est l'idée ?)
- La Relation énigmatique entre politique et philosophie, éd. Germina, 2011 (contient l'édition de sa conférence éponyme donnée aux Journées Alain Badiou ainsi que deux allocutions prononcées aux universités de Californie et de Londres : La figure du soldat et La politique ; une dialectique non expressive)
- (en) What Does a Jew Want?: On Binationalism and Other Specters, Udi Aloni. With Slavoj Zizek, Alain Badiou and Judith Butler, Columbia University Press, 2011 (contient entre autres : Alain Badiou in Haifa: Their Entire Particular World; Angel for a New Place. On the Film Local Angel, by Alain Badiou; The Four Dimensions of Art: On the Film Forgiveness, by Alain Badiou; and Existence on the Boundary: On the Film Kashmir: Journey to Freedom, by Alain Badiou)
- La République de Platon, Paris, Fayard (coll. « Ouvertures »), 2012 (réédition poche Pluriel, 2014)
- L'Aventure de la philosophie française, Paris, La Fabrique, 2012.
- Les Années rouges, Paris, Les Prairies ordinaires (coll. « Essais »), 2012 (réédition de Théorie de la contradiction, De l'idéologie et Le noyau rationnel de la dialectique hégélienne accompagnés d'une préface, d'un entretien de l'auteur avec Tzuchien Tho ainsi que d'une postface de Bruno Bosteels)
- Controverse, avec Jean-Claude Milner, Paris, Seuil, 2012
- Qu'est-ce qu'un peuple ?, avec Pierre Bourdieu, Judith Butler, Georges Didi-Huberman, Sadri Khiari, Jacques Rancière, Paris, La Fabrique, 2013 (contribution: Vingt-quatre notes sur les usages du mot peuple)
- (en) Badiou and the Philosophers, Interrogating 1960s French Philosophy, Bloomsbury publishing, 2013 (translator: Tzuchien Tho and Giuseppe Bianco) (inédit en français)
- Entretien platonicien, avec Maria Kakogianni, Lignes, 2015  (ISBN 978-2-35526-140-4)
- Que faire ? Dialogue sur le communisme, le capitalisme et l'avenir de la démocratie, avec Marcel Gauchet, philosophie édition, 2014 (réédition poche Flammarion Champs, 2016)
- « L'impuissance contemporaine », in Le symptôma grec (ouvrage collectif), Nouvelles Éditions Lignes, novembre 2014
- À la recherche du réel perdu, Paris, Fayard (coll. « Ouvertures »), 2015
- Métaphysique du bonheur réel, Paris, PUF (coll. « MétaphysiqueS »), 2015  (ISBN 978-2-13-063264-1).
- Notre mal vient de plus loin. Penser les tueries du 13 novembre, Fayard (coll. « Ouvertures »), 2016  (ISBN 978-2-213-70099-1).
- (en) The Idea of Communism 3: The Seoul Conference, Edited by Alex Taek-Gwang Lee et Slaboj Zizek, VersoBooks, 2016 (contribution: The Affirmative Dialectics)
- La vraie vie : Appel à la corruption de la jeunesse, Paris, Fayard (coll. Ouvertures), août 2016  (ISBN 978-2-213-69985-1)
- La Tradition allemande dans la philosophie, dialogue avec Jean-Luc Nancy, Édition et postface de Jan Völker, Paris, Éditions Lignes, 2017  (ISBN 978-2-35526-174-9)
- Je vous sais si nombreux..., Paris, Fayard (coll. « Ouvertures »), octobre 2017
- De la fin. Conversations avec Giovanbattista Tusa, Éditions Mimesis, 2017
- Petrograd, Shanghai : Les deux révolutions du XXe siècle, Paris, La Fabrique, 2018  (ISBN 978-235872-166-0)
- Méfiez-vous des blancs, habitants du rivage !, Paris, Fayard (coll. « Ouvertures »), 2019,  (ISBN 978-2213712628)
- Trump, Paris, PUF (coll. « Perspectives critiques ») 15 janvier 2020,  (ISBN 978-2130824237)
- Remarques sur la désorientation du monde, Paris, Gallimard (coll. « Tracts n°33 »), 2022  (ISBN 978-2072974168)
- Politiques du réel, avec Aliocha Wald Lasowski, Paris, Le Pommier (coll. « Manifeste »), 2024.

### Romans, essais littéraires, amour
- Almagestes. Trajectoire inverse I, Paris, Seuil, 1964
- Portulans. Trajectoire inverse II, Paris, Seuil, 1967
  - Le troisième tome de Trajectoire inverse, annoncé sous le titre Bestiaires, n’a jamais été publié. Les trois genres livresques qui servent de titres (almagestes, portulans, bestiaires) sont repris à Exil de Saint-John Perse (cf. l’exergue de la trilogie inachevée)
- Samuel Beckett. L'écriture du générique et l'amour, Les conférences du perroquet n°21, Paris, Éditions Le Perroquet, 1989 (fascicule de 36 p.)
- Beckett, l'increvable désir, Paris, Hachette, 1995, rééd. en 2011
- Calme bloc ici-bas, Paris, P.O.L, 1997 (ISBN 978-2-86744-547-7)
- Éloge de l'Amour, avec Nicolas Truong, Paris, Flammarion (coll. Café Voltaire), 2009 (ISBN 978-2-08-123301-0). Réédition poche Flammarion Champs, 2011
- Il n'y a pas de rapport sexuel. Deux leçons sur « L'Étourdit », de Lacan, avec Barbara Cassin, Paris, Fayard (coll. « Ouvertures »), 2010
- (en) The Age of the Poets: And Others Writtings of Twentieth-Century Poetry and Prose, VersoBooks, 2014 (translated by Bruno Bosteels) (inédit en français)
- Que pense le poème?, Nous (Antiphilosophique Collection), 2016
- Avec Philippe Lacoue-Labarthe et Jacques Rancière, Mallarmé, le théâtre, la tribu, préface de Jean-Christophe Bailly, Paris, Christian Bourgois (coll.« Détroits », 2017 (débat au théâtre de l'Odéon le 25 novembre 1996)
- Radar poésie. Essai sur Aragon, Gallimard, coll. Blanche, 2020
- Tombeau d'Olivier, Paris, Fayard, 2020
- Mémoires d'outre-politique (1937-1985), Paris, Flammarion, 2023.

### Art et cinéma
- Petit manuel d'inesthétique, Paris, éd. Seuil (coll. « L'ordre philosophique »), 1998
- « Dialectiques de la fable », in Matrix, machine philosophique (ouvrage collectif), Paris, Ellipses, 2003 (réédition Ellipses poche, 2013)
- Cinéma, textes rassemblés et présentés par Antoine de Baecque et précédés par un entretien/préface avec le philosophe, Paris, Nova éditions, 2010 (réédition de l'ensemble des textes que A. Badiou consacre au cinéma de 1957 à 2010)
- Le noir : Éclats d'une non-couleur, Autrement, collection Les Grands Mots, 2016  (ISBN 978-2-7467-4173-7)
- Dialogue avec Alain Badiou sur l'art et sur Pierre Soulages, avec Aliocha Wald Lasowski, éd. Cercle d'art, 2019

### Théâtre, opéra, pièces et essais
- L'Écharpe rouge (romanopéra), Paris, éd. Maspero (coll. Voix), 1979
- Ahmed le subtil, éd. Actes Sud (coll. Papiers), 1984
- Rhapsodie pour le théâtre, Paris, Imprimerie nationale, 1990. Réédition corrigée et augmentée chez PUF, collection Perspectives Critiques, 2014
- Ahmed philosophe, suivi de Ahmed se fâche, éd. Actes Sud (coll. Papiers), 1995
- Les Citrouilles, éd. Actes Sud (coll. Papiers), 1996
- Cinq leçons sur le 'cas' Wagner, éd. Nous, 2010,  (ISBN 978-2-913549-43-2)
- La Tétralogie d'Ahmed, éd. Actes Sud (coll. Babel), 2010 et 2015 (recueil en une nouvelle édition des quatre pièces des Ahmed, avec une nouvelle préface)
- (en) The Incident at Antioch / L'Incident d'Antioche: A Tragedy in Three Acts / Tragédie en trois actes, translated by Susan Spitzer, New York, Columbia University Press, 2013 (pièce écrite entre 1984 - premier manuscrit - et 1989 - date de la dernière version), préface d'Alain Badiou, préface de la traductrice, introduction de Kenneth Reinhard, notes/commentaires, entretien autour de la pièce entre Alain Badiou et Ward Blanton/Susan Spitzer)
- Éloge du théâtre, avec Nicolas Truong, Flammarion (Café Voltaire), 2013 (réédition poche Flammarion Champs, 2016)
- Le second procès de Socrate, éd. Actes Sud (coll. Papiers), 2015
- La République de Platon : feuilleton philosophique, suivi de L'incident d'Antioche : tragédie en trois actes, Paris, Fayard (coll. Ouvertures), juin 2016
- La philosophie, le théâtre, la vraie vie, entretien réalisé par Laure Adler, Editions Universitaires d'Avignon, collection Entre-Vues,  (ISBN 978-2-35768-055-5), 2016
- Ahmed revient, Arles, Actes Sud (coll. Papiers), 2018
- Éloge de la philosophie. Roman – Théâtre – Leçons, Paris, Flammarion, 2023, 269 p.  (ISBN 978-2-080-42110-4)

### Série des Circonstances
- Circonstances, 1. Kosovo, 11-septembre, Chirac/Le Pen, Lignes & Manifeste, 2003
- Circonstances, 2. Irak, foulard, Allemagne/France, Lignes & Manifeste, 2004
- Circonstances, 3. Portées du mot « juif », Lignes & Manifeste, 2005
- Circonstances, 4. De quoi Sarkozy est-il le nom ?, Éditions Lignes, 2007
- Circonstances, 5. L'Hypothèse communiste, Éditions Lignes, 2009
- Circonstances, 6. Le Réveil de l'Histoire, Éditions Lignes, 2011
- Circonstances, 7. Sarkozy : pire que prévu, les autres : prévoir le pire, Éditions Lignes, 2012
- Circonstances, 8. Un parcours Grec, Éditions Lignes, septembre 2016

### Le Séminaire
- Le Séminaire - L'Un. Descartes, Platon, Kant (1983-1984), Fayard (coll. « Ouvertures »), 2016
- Le Séminaire - L'Infini. Aristote, Spinoza, Hegel (1984-1985), Fayard (coll. « Ouvertures »), novembre 2016
- Le Séminaire - Parménide. L'être 1 - Figure ontologique (1985, 4e trim.), éditions Fayard (coll. « Ouvertures », 2014  (ISBN 978-2-213-67876-4)
- Le Séminaire - Malebranche. L’être 2 - Figure théologique (1986, 1er trim.), éditions Fayard (coll. « Ouvertures », 2013  (ISBN 978-2-213-67248-9)
- Le Séminaire - Heidegger. L'être 3 - Figure du retrait (1986-1987), éditions Fayard (coll. « Ouvertures », 2015  (ISBN 978-2-213-68603-5)
- Le Séminaire - Nietzsche. L'antiphilosophie 1 (1992-1993), Fayard (coll. « Ouvertures », 2015  (ISBN 9782213686165)[87] , [88]
- Le Séminaire - Lacan. L'antiphilosophie 3 (1994-1995), éditions Fayard (coll. « Ouvertures », 2013  (ISBN 978-2-213-67247-2)
- Le Séminaire - Images du temps présent (2001-2004), Fayard (coll. « Ouvertures », 2014  (ISBN 9782213678924)

## Récompenses
Grand prix SGDL de la non-fiction 2020.